# Cytisus cassius
Cytisus cassius är en ärtväxtart som beskrevs av Pierre Edmond Boissier. Cytisus cassius ingår i släktet kvastginster, och familjen ärtväxter. Inga underarter finns listade i Catalogue of Life.